# Fazilet Partisi
El Partit de la Virtut (en turc: Fazilet Partisi, FP) va ser un partit polític islamista establert el 17 de desembre de 1997 a Turquia. Va ser declarat inconstitucional i prohibit el 22 de juny de 2001 per violar els articles laïcistes de la Constitució. Després de la prohibició, els diputats del partit van crear dues organitzacions diferents: el Partit de la Justícia i el Desenvolupament (AKP), encapçalat per Recep Tayyip Erdoğan, i el Partit de la Felicitat (Saadet), encapçalat per Recai Kutan.